# Кастел д'Ацано
Састѐл д'Аца̀но (на италиански: Castel d'Azzano; на венециански: Asàn, Асан) е град и община в Северна Италия, провинция Верона, регион Венето. Разположен е на 44 m надморска височина. Населението на общината е 11 796 души (към 2015 г.).